# Anne Åkerblom
Anne Åkerblom (Helsinki, 15 de octubre de 1960) es una deportista finlandesa que compitió en judo. Ganó dos medallas de plata en el Campeonato Europeo de Judo en los años 1985 y 1989.
Participó en los Juegos Olímpicos de Barcelona 1992, donde finalizó vigésima en la categoría de +72 kg.

## Palmarés internacional
| Campeonato Europeo | Campeonato Europeo   | Campeonato Europeo | Campeonato Europeo |
| Año                | Lugar                | Medalla            | Categoría          |
| ------------------ | -------------------- | ------------------ | ------------------ |
| 1985               | Landskrona (Suecia)  | Medalla de plata   | +72 kg             |
| 1989               | Helsinki (Finlandia) | Medalla de plata   | +72 kg             |